# Diocèse de Baruipur
Le diocèse de Baruipur est une circonscription ecclésiastique de l’Église catholique dans la partie méridionale de l'état du Bengale Occidental en Inde. Érigé en 1977 à partir d’une mission jésuite dans le district des 24-Parganas, il est dirigé actuellement par Mgr Shyamal Bose. 
Le diocèse couvre le district civil des 24-Parganas (sud) et une partie des 24-Parganas (nord). Il est suffragant de l’archidiocèse de Calcutta.

## Histoire
Une mission est ouverte en 1840 à Koikhali, un village des Sunderbans, par un père carme espagnol, le père Zubiburu. Les jésuites belges qui ont ouvert le collège Saint-Xavier, à Calcutta, en 1860, font également plus tard du travail missionnaire et ouvrent d’autres centres à Raghapbur et Morapai à la fin du XIXe siècle. L'arrivée de jésuites croates et slovènes dans les années 1930 donne une nouvelle impulsion au travail missionnaire.
Le diocèse est érigé le 30 mars 1977 par la bulle Ad Populi Dei du pape Paul VI. Le prêtre jésuite bengali Linus Nirmal Gomes en est le premier évêque. En 2016 l'administration du diocèse est entièrement entre les mains du clergé séculier. La 'cathédrale du Cœur immaculé de Marie et Mère Teresa fut inaugurée en 2009. 
Adresse: Baruipur Bypass, Madhya Kalyanpur, Baruipur, West Bengal 700144 (Inde)

## Évêques de Baruipur
- 1977-1995 : Linus Nirmal Gomes, jésuite, démissionnaire
- 1997-2020 : Salvatore Lobo
- depuis 2020 : Shyamal Bose